# В гъсталака
„В гъсталака“ (на японски: 藪の中, по Система на Хепбърн: Yabu no Naka) е японски разказ на Рюноске Акутагава излязъл през 1922 г. Творбата, заедно с разказа „Рашомон“ на Акутагава, служат основи на сценария на филма на Акира Куросава „Рашомон“.
Сюжетът на разказа е заимстван от 29-и свитък на „Конджаку моногатари“.

## Сюжет
Внимание:  Текстът по-долу разкрива сюжета на произведението (или части от него)!

### Показания на дърваря
Дърварят разказва на полицейския чиновник, че рано сутринта, намерил навътре в гората, встрани от пътя за Ямашина, труп на мъж. Мъртвецът е лежал там от доста време. Около безжизненото тяло имало единствено гребен и въже. Тревата и шумата наоколо били изпотъпкани. Дърварят категорично отрича да е виждал меч и кон.

### Показания на странстващия монах
Монахът разказва пред полицейския чиновник, че видял покойника вчера на обяд, по пътя от Секияма за Ямашина. Придружавала го жена на кон, чийто лице било скрито под широкопола шапка с дълъг воал. Монахът описва, че мъжът имал меч и лък с около двадесетина стрели. Духовното лице изказва съболезнования за покойника.

### Показания на стражника
Стражникът разказва пред полицейския чиновник, че е заловил Таджомару. Намира го вчера през нощта, паднал от коня да лежи на каменния мост в Аватагучи, превивайки се от болка. Разбойникът носел със себе си лък и седемнайсе стрели, собственост на убития, а коня, пасящ до моста, отговарял на описанията на монаха.

### Показания на старицата
Старицата признава на полицейския чиновник, че трупа на непознатия е нейния зет – младия самурай Канадзавано Такехиро, омъжен за дъщеря ѝ Масако. Вчера двамата тръгват за Вакаса. Старицата се притеснява за дъщеря си и моли полицията да я претърсят и да я намеря. На земята бродят различни злодеи, като онзи Таджомару.

### Признанията на Таджомару
Разбойникът си признава, че той е убил самурая. Жената е жива, обаче не знае къде е. Срещал се с двамата вчера преди обяд. Таджомару за миг зърнал лицето на Масако, чийто воал се отгърнал от вятъра. Това накарало разбойника да я пожелае, но не смятал да убива съпруга ѝ. Разбойникът тръгнал след тях, като им говорил за стара могила, отвъд хълмовете, от която разкопал куп ценни огледала и мечове. Скришом, заровил всичко в един гъсталак. Таджомару им предложил да продаде част от стоката си евтино на тях. Самураят се съгласил и двамата тръгват с разбойника по планинската пътека. Стигнали до гъсталака, където „съкровището“ е заровено надълбоко в шубраците. Алчният мъж се съгласил да продължи с Таджомару навътре, а жената останала отпред. Двамата мъже се провирали сред криптомерии и когато стигнали на достатъчно отдалечено място, разбойникът се нахвърлил върху самурая и го вързал за едно дърво. След това се върнал за жената. Чрез лъжата, че на съпруга ѝ му е прилошало, Таджомару успял да склони Масако да тръгне след него навътре в гъсталака. Когато жената видяла вързания самурай, тя извадила от пазвата си кама, с която се опитала да наръга похитителя. Разбойникът успял да избие оръжието от ръцете ѝ и я обладал. След изнасилването, жената помолила Таджомару да се бие до смърт със съпруга ѝ. Победителят ще я има. В разбойника изникнала неочаквана страст и той решил да направи Масако своя жена. Таджомару развързал самурая и му предложил да се бият честно. Двамата се хвърлили в трудна схватка. След двадесет и третия удар, мечът на разбойника пронизал гърдите на неговия съперник. По време на двубоя жената избягала. Таджомару я търсил дълго, но накрая решил да се омете, преди да са го заловили. Взел със себе си лъка, стрелите, меча и коня на убития. Продал меча още преди да влезе в Киото.

### Изповед на жената
Избягалата жена се изповядва в храма Кийомидзудера. Тя разказва, че след като я обладал разбойникът, почнал да се подиграва със съпруга ѝ, вързан със запушена уста за една криптомерия. Обезчестената жена се опитала да освободи самурая, но Таджомару ѝ попречил, като я съборил на земята. Тогава тя погледнала в очите на мълчаливия си съпруг, излъчващи ледено презрение. Масако изкрещяла и припаднала. Когато дошла на себе си, Таджомару бил изчезнал, а самураят седял все още вързан за дървото. Жената се втренчила в лицето на завързания мъж. Погледа му не се бил променил; отново гледал съпругата си с погнуса. Жената решила да сложи край на своя живот, но в смъртта ѝ трябвало да я последва и мъжът, видял нейния позор. Отчаяният самурай не се съпротивил на решението ѝ. Тя вдигнала от земята камата и я забила в гърдите на съпруга си, след което отново изгубила съзнание. Свестявайки се отново, Масако заварила трупа на мъжа си, увиснал на дървото. Тя отвързала мъртвеца и после се опитала да сложи край на своя живот: опитала се да забие камата в гърдите си и да се удави в езерото, намиращо се в подножието на планината. Опитите обаче били напразни – Масако не намерила сила да се самоубие.

### Разказ на призрака на убития
От устата на пророчица убитият дава своята версия на случилото се. Покойникът твърди, че след като Таджомару изнасилил съпругата му, започнал да я утешава. Разбойникът ѝ предложил да избяга с него, така и така била осквернена и не можела вече да живее в разбирателство със съпруга си. Престъпникът дори се обяснил в любов на своята жертва. Въпреки предупрежденията на ревнивия си съпруг, с помощта на погледи, жената слушала внимателно своя похитител и накрая се съгласила да тръгне с него. Преди да напуснат вързания самурай, Масако изведнъж заповядала на разбойника да убие съпруга ѝ, иначе нямала да го последва. Таджомару не можел да повярва на тази внезапна жестокост. Накрая ритнал Масако на земята и се обърнал към вързания мъж за съвет: какво да прави с тази жената – да я убие или да я пощади? Съпругата успяла да се измъкне и побягнала в храстите. Разбойникът не можел да я залови, взел меча, лъка, стрелите и коня на самурая и избягала, за да се спаси от залавяне. Останал сам, изоставеният съпруг се отвързал. Видял камата пред краката си. Вдигнал я и я забил в гърдите си. Когато издъхва, някаква невидима ръка извадила оръжието от тялото му. Самураят потънал във вечния мрак на отвъдното.

## Персонажи
- Таджомару – известен престъпник, който се славел и със страстта си към жените. Изнасилва и убива няколко поклоннички на храма Торибедера.
- Масако – млада съпруга (20 г.) на Канадзавано Такехиро. Мургава с кръгло лице и бемка в края на лявото око. Хитра и лукава.
- Канадзавано Такехиро – млад самурай (26 г.) от столицата на провинция Вакаса.
- Старица – майка на Масако и тъща на Канадзавано Такехиро.
- Стражник
- Странстващ монах
- Дървар